# Handball-Weltmeisterschaft der Männer 2011/Gruppe II
Dies sind die Spielergebnisse der Gruppe II der Handball-Weltmeisterschaft der Herren 2011.
| 22. Januar 2011 | 22. Januar 2011 | 22. Januar 2011 | 22. Januar 2011 | 22. Januar 2011 |
| --------------- | --- | --- | --- | --- |
| 18:15 Uhr       | Kroatien | – | Argentinien | 36:18 (19:6) |
| Tore:           | Kopljar (1), Balic (1), Duvnjak (2), Lackovic (6), Matulic (1), Vukovic (2), Buntic (7), T. Valcic (1), Strlek (5), Nincevic (1), Zmic (7/1), Vori (1), Musa (1) – S. Simonet (5), J. P. Fernandez (1), Vidal (2), Migueles (1), Ferro (1), Pizarro (2/1), D. Simonet (1), Canepa (2), Vieyra (2), F. Fernandez (1)                                         | Kopljar (1), Balic (1), Duvnjak (2), Lackovic (6), Matulic (1), Vukovic (2), Buntic (7), T. Valcic (1), Strlek (5), Nincevic (1), Zmic (7/1), Vori (1), Musa (1) – S. Simonet (5), J. P. Fernandez (1), Vidal (2), Migueles (1), Ferro (1), Pizarro (2/1), D. Simonet (1), Canepa (2), Vieyra (2), F. Fernandez (1)                                         | Kopljar (1), Balic (1), Duvnjak (2), Lackovic (6), Matulic (1), Vukovic (2), Buntic (7), T. Valcic (1), Strlek (5), Nincevic (1), Zmic (7/1), Vori (1), Musa (1) – S. Simonet (5), J. P. Fernandez (1), Vidal (2), Migueles (1), Ferro (1), Pizarro (2/1), D. Simonet (1), Canepa (2), Vieyra (2), F. Fernandez (1)                                         | Kopljar (1), Balic (1), Duvnjak (2), Lackovic (6), Matulic (1), Vukovic (2), Buntic (7), T. Valcic (1), Strlek (5), Nincevic (1), Zmic (7/1), Vori (1), Musa (1) – S. Simonet (5), J. P. Fernandez (1), Vidal (2), Migueles (1), Ferro (1), Pizarro (2/1), D. Simonet (1), Canepa (2), Vieyra (2), F. Fernandez (1)                                         |
|                 | Lund – 1050 Zuschauer – Schiedsrichter: Badura / Ondogrecula (Slowakei) | | | |
| 18:15 Uhr       | Serbien | – | Schweden | 24:28 (13:12) |
| Tore:           | Ilic (5), Nikcevic (4), Sesum (3), Stojkovic (3), Toskic (1), Vuckovic (1/1), Vujin (7/2) – Ekdahl Du Rietz (6), Larholm (4), K. Andersson (2), Doder (2), Carlén (5), Källman (1), Ekberg (6/4), Arrhenius (2) | Ilic (5), Nikcevic (4), Sesum (3), Stojkovic (3), Toskic (1), Vuckovic (1/1), Vujin (7/2) – Ekdahl Du Rietz (6), Larholm (4), K. Andersson (2), Doder (2), Carlén (5), Källman (1), Ekberg (6/4), Arrhenius (2) | Ilic (5), Nikcevic (4), Sesum (3), Stojkovic (3), Toskic (1), Vuckovic (1/1), Vujin (7/2) – Ekdahl Du Rietz (6), Larholm (4), K. Andersson (2), Doder (2), Carlén (5), Källman (1), Ekberg (6/4), Arrhenius (2) | Ilic (5), Nikcevic (4), Sesum (3), Stojkovic (3), Toskic (1), Vuckovic (1/1), Vujin (7/2) – Ekdahl Du Rietz (6), Larholm (4), K. Andersson (2), Doder (2), Carlén (5), Källman (1), Ekberg (6/4), Arrhenius (2) |
|                 | Malmö – 9213 Zuschauer – Schiedsrichter: Abrahamsen / Kristiansen (Norwegen) | | | |
| 20:15 Uhr       | Dänemark | – | Polen | 28:27 (15:9) |
| Tore:           | M. Hansen (5), Boesen (4), Söndergaard Sarup (2), Spellerberg (2), Christiansen (4/1), Christiansen (1), Lindberg (6), Toft Hansen (3), Bagersted (1) – Zaremba (2), Jaszka (2), Tkaczyk (4), Jurkiewicz (6), Kuchczynski (4), Bielecki (1), Tluczynski (6/3), B. Jurecki (2)                                                                               | M. Hansen (5), Boesen (4), Söndergaard Sarup (2), Spellerberg (2), Christiansen (4/1), Christiansen (1), Lindberg (6), Toft Hansen (3), Bagersted (1) – Zaremba (2), Jaszka (2), Tkaczyk (4), Jurkiewicz (6), Kuchczynski (4), Bielecki (1), Tluczynski (6/3), B. Jurecki (2)                                                                               | M. Hansen (5), Boesen (4), Söndergaard Sarup (2), Spellerberg (2), Christiansen (4/1), Christiansen (1), Lindberg (6), Toft Hansen (3), Bagersted (1) – Zaremba (2), Jaszka (2), Tkaczyk (4), Jurkiewicz (6), Kuchczynski (4), Bielecki (1), Tluczynski (6/3), B. Jurecki (2)                                                                               | M. Hansen (5), Boesen (4), Söndergaard Sarup (2), Spellerberg (2), Christiansen (4/1), Christiansen (1), Lindberg (6), Toft Hansen (3), Bagersted (1) – Zaremba (2), Jaszka (2), Tkaczyk (4), Jurkiewicz (6), Kuchczynski (4), Bielecki (1), Tluczynski (6/3), B. Jurecki (2)                                                                               |
|                 | Malmö – 11.140 Zuschauer – Schiedsrichter: Horacek / Novotny (Tschechien) | | | |
| 23. Januar 2011 | | | | |
| 18:15 Uhr       | Schweden | – | Kroatien | 29:25 (14:12) |
| Tore:           | Doder (8), Carlén (4), Larholm (1), K. Andersson (2), Ekdahl Du Rietz (2), Källman (4), Ekberg (6/3), Arrhenius (2) – Balic (2), Duvnjak (1), Lackovic (4), Kopljar (1), Vukovic (1), Buntic (2), Nincevic (1), Zmic (9/5), Vori (4) | Doder (8), Carlén (4), Larholm (1), K. Andersson (2), Ekdahl Du Rietz (2), Källman (4), Ekberg (6/3), Arrhenius (2) – Balic (2), Duvnjak (1), Lackovic (4), Kopljar (1), Vukovic (1), Buntic (2), Nincevic (1), Zmic (9/5), Vori (4) | Doder (8), Carlén (4), Larholm (1), K. Andersson (2), Ekdahl Du Rietz (2), Källman (4), Ekberg (6/3), Arrhenius (2) – Balic (2), Duvnjak (1), Lackovic (4), Kopljar (1), Vukovic (1), Buntic (2), Nincevic (1), Zmic (9/5), Vori (4) | Doder (8), Carlén (4), Larholm (1), K. Andersson (2), Ekdahl Du Rietz (2), Källman (4), Ekberg (6/3), Arrhenius (2) – Balic (2), Duvnjak (1), Lackovic (4), Kopljar (1), Vukovic (1), Buntic (2), Nincevic (1), Zmic (9/5), Vori (4) |
|                 | Malmö – 9551 Zuschauer – Schiedsrichter: Lopez / Ramirez (Spanien) | | | |
| 20:15 Uhr       | Argentinien | – | Dänemark | 24:31(12:17) |
| Tore:           | Querin (1), F. Fernandez (2/2), Pizarro (2/1), S. Simonet (2), D. Simonet (2), Canepa (1), Migueles (2), Vieyra (1), Ferro (3), J. P. Fernandez (1), Vidal (3), Carou (3), Kogovsek (1) – Lauge (1), Spellerberg (2), Söndergaard Sarup (3), M. Hansen (7), Svan Hansen (6), Christiansen (1), Eggert Jensen (6/1), Nöddesbo (4), Toft Hansen (1)           | Querin (1), F. Fernandez (2/2), Pizarro (2/1), S. Simonet (2), D. Simonet (2), Canepa (1), Migueles (2), Vieyra (1), Ferro (3), J. P. Fernandez (1), Vidal (3), Carou (3), Kogovsek (1) – Lauge (1), Spellerberg (2), Söndergaard Sarup (3), M. Hansen (7), Svan Hansen (6), Christiansen (1), Eggert Jensen (6/1), Nöddesbo (4), Toft Hansen (1)           | Querin (1), F. Fernandez (2/2), Pizarro (2/1), S. Simonet (2), D. Simonet (2), Canepa (1), Migueles (2), Vieyra (1), Ferro (3), J. P. Fernandez (1), Vidal (3), Carou (3), Kogovsek (1) – Lauge (1), Spellerberg (2), Söndergaard Sarup (3), M. Hansen (7), Svan Hansen (6), Christiansen (1), Eggert Jensen (6/1), Nöddesbo (4), Toft Hansen (1)           | Querin (1), F. Fernandez (2/2), Pizarro (2/1), S. Simonet (2), D. Simonet (2), Canepa (1), Migueles (2), Vieyra (1), Ferro (3), J. P. Fernandez (1), Vidal (3), Carou (3), Kogovsek (1) – Lauge (1), Spellerberg (2), Söndergaard Sarup (3), M. Hansen (7), Svan Hansen (6), Christiansen (1), Eggert Jensen (6/1), Nöddesbo (4), Toft Hansen (1)           |
|                 | Malmö – 10.924 Zuschauer – Schiedsrichter: Couliabaly / Diabate (Elfenbeinküste) | | | |
| 20:15 Uhr       | Polen | – | Serbien | 27:26 (10:11) |
| Tore:           | Jurasik (3), M. Lijewski (4), Jurkiewicz (1), Zaremba (1), Bielecki (4), Rosinski (2), Tluczynski (10/4), Tomczak (1), B. Jurecki (1) – Sesum (1), Vujin (11/3), Toskic (2), Bojinovic (1), Markovic (3), Prodanovic (2), Stojkovic (2), Vuckovic (2), Ilic (2)                                                                                             | Jurasik (3), M. Lijewski (4), Jurkiewicz (1), Zaremba (1), Bielecki (4), Rosinski (2), Tluczynski (10/4), Tomczak (1), B. Jurecki (1) – Sesum (1), Vujin (11/3), Toskic (2), Bojinovic (1), Markovic (3), Prodanovic (2), Stojkovic (2), Vuckovic (2), Ilic (2)                                                                                             | Jurasik (3), M. Lijewski (4), Jurkiewicz (1), Zaremba (1), Bielecki (4), Rosinski (2), Tluczynski (10/4), Tomczak (1), B. Jurecki (1) – Sesum (1), Vujin (11/3), Toskic (2), Bojinovic (1), Markovic (3), Prodanovic (2), Stojkovic (2), Vuckovic (2), Ilic (2)                                                                                             | Jurasik (3), M. Lijewski (4), Jurkiewicz (1), Zaremba (1), Bielecki (4), Rosinski (2), Tluczynski (10/4), Tomczak (1), B. Jurecki (1) – Sesum (1), Vujin (11/3), Toskic (2), Bojinovic (1), Markovic (3), Prodanovic (2), Stojkovic (2), Vuckovic (2), Ilic (2)                                                                                             |
|                 | Lund – 1730 Zuschauer – Schiedsrichter: Lazaar / Reveret (Frankreich) | | | |
| 25. Januar 2011 | | | | |
| 18:15 Uhr       | Kroatien | – | Polen | 28:24 (13:11) |
| Tore:           | Balic (3), Duvnjak (1), Lackovic (1), Vukovic (1), Buntic (7), T. Valcic (1), Zmic (6/2), Strlek (4), Vori (4) – M. Lijewski (2), Jurkiewicz (2), Jaszka (4), Kuchczynski (2), Tkaczyk (2), Zaremba (3), Tluczynski (4/4), B. Jurecki (3), Grabarczyk (2)                                                                                                   | Balic (3), Duvnjak (1), Lackovic (1), Vukovic (1), Buntic (7), T. Valcic (1), Zmic (6/2), Strlek (4), Vori (4) – M. Lijewski (2), Jurkiewicz (2), Jaszka (4), Kuchczynski (2), Tkaczyk (2), Zaremba (3), Tluczynski (4/4), B. Jurecki (3), Grabarczyk (2)                                                                                                   | Balic (3), Duvnjak (1), Lackovic (1), Vukovic (1), Buntic (7), T. Valcic (1), Zmic (6/2), Strlek (4), Vori (4) – M. Lijewski (2), Jurkiewicz (2), Jaszka (4), Kuchczynski (2), Tkaczyk (2), Zaremba (3), Tluczynski (4/4), B. Jurecki (3), Grabarczyk (2)                                                                                                   | Balic (3), Duvnjak (1), Lackovic (1), Vukovic (1), Buntic (7), T. Valcic (1), Zmic (6/2), Strlek (4), Vori (4) – M. Lijewski (2), Jurkiewicz (2), Jaszka (4), Kuchczynski (2), Tkaczyk (2), Zaremba (3), Tluczynski (4/4), B. Jurecki (3), Grabarczyk (2)                                                                                                   |
|                 | Malmö – 8900 Zuschauer – Schiedsrichter: Baďura / Ondogrecula (Slowakei) | | | |
| 20:15 Uhr       | Serbien | – | Argentinien | 26:25 (15:13) |
| Tore:           | Vujin (6/1), Nikcevic (2), Toskic (2), Sesum (1), Prodanovic (4), Stojkovic (1), Vuckovic (2), Stankovic (2), Ilic (6/2) – Querin (1), S. Simonet (3), Portela (1), D. Simonet (3), F. Fernandez (5/4), Pizarro (1), Canepa (1), Vieyra (2), Vidal (1), Carou (2), Kogovsek (5)                                                                             | Vujin (6/1), Nikcevic (2), Toskic (2), Sesum (1), Prodanovic (4), Stojkovic (1), Vuckovic (2), Stankovic (2), Ilic (6/2) – Querin (1), S. Simonet (3), Portela (1), D. Simonet (3), F. Fernandez (5/4), Pizarro (1), Canepa (1), Vieyra (2), Vidal (1), Carou (2), Kogovsek (5)                                                                             | Vujin (6/1), Nikcevic (2), Toskic (2), Sesum (1), Prodanovic (4), Stojkovic (1), Vuckovic (2), Stankovic (2), Ilic (6/2) – Querin (1), S. Simonet (3), Portela (1), D. Simonet (3), F. Fernandez (5/4), Pizarro (1), Canepa (1), Vieyra (2), Vidal (1), Carou (2), Kogovsek (5)                                                                             | Vujin (6/1), Nikcevic (2), Toskic (2), Sesum (1), Prodanovic (4), Stojkovic (1), Vuckovic (2), Stankovic (2), Ilic (6/2) – Querin (1), S. Simonet (3), Portela (1), D. Simonet (3), F. Fernandez (5/4), Pizarro (1), Canepa (1), Vieyra (2), Vidal (1), Carou (2), Kogovsek (5)                                                                             |
|                 | Lund – 1030 Zuschauer – Schiedsrichter: Geipel / Helbig (Deutschland) | | | |
| 20:15 Uhr       | Dänemark | – | Schweden | 27:24 (17:11) |
| Tore:           | Spellerberg (2), M. Hansen (5), Söndergaard Sarup (2), Lauge (1), Boesen (1), Christiansen (1), Christiansen (6/2), Eggert Jensen (1), Lindberg (2), M. Knudsen (3), Toft Hansen (2), Nöddesbo (1) – Doder (1), Ekdahl Du Rietz (4), T. Karlsson (2), Larholm (4), F. Larsson (3), Källman (1), Ekberg (4/1), Petersen (1/1), Arrhenius (2), Gustafsson (2) | Spellerberg (2), M. Hansen (5), Söndergaard Sarup (2), Lauge (1), Boesen (1), Christiansen (1), Christiansen (6/2), Eggert Jensen (1), Lindberg (2), M. Knudsen (3), Toft Hansen (2), Nöddesbo (1) – Doder (1), Ekdahl Du Rietz (4), T. Karlsson (2), Larholm (4), F. Larsson (3), Källman (1), Ekberg (4/1), Petersen (1/1), Arrhenius (2), Gustafsson (2) | Spellerberg (2), M. Hansen (5), Söndergaard Sarup (2), Lauge (1), Boesen (1), Christiansen (1), Christiansen (6/2), Eggert Jensen (1), Lindberg (2), M. Knudsen (3), Toft Hansen (2), Nöddesbo (1) – Doder (1), Ekdahl Du Rietz (4), T. Karlsson (2), Larholm (4), F. Larsson (3), Källman (1), Ekberg (4/1), Petersen (1/1), Arrhenius (2), Gustafsson (2) | Spellerberg (2), M. Hansen (5), Söndergaard Sarup (2), Lauge (1), Boesen (1), Christiansen (1), Christiansen (6/2), Eggert Jensen (1), Lindberg (2), M. Knudsen (3), Toft Hansen (2), Nöddesbo (1) – Doder (1), Ekdahl Du Rietz (4), T. Karlsson (2), Larholm (4), F. Larsson (3), Källman (1), Ekberg (4/1), Petersen (1/1), Arrhenius (2), Gustafsson (2) |
|                 | Malmö – 11597 Zuschauer – Schiedsrichter: Abrahamsen / Kristiansen (Norwegen) | | | |